# Carangoides equula
Carangoides equula és un peix teleosti de la família dels caràngids i de l'ordre dels perciformes.

## Morfologia
Pot arribar als 37,5 cm de llargària total.

## Distribució geogràfica
Es troba des de les costes del Golf d'Oman i de l'Àfrica oriental fins al sud del Japó, Hawaii, el Mar d'Arafura, Austràlia, Nova Zelanda i l'Illa de Pasqua. També al sud-est de Sud-àfrica.